# Dénes Leó
Dénes Leó, 1907-ig Rottman Leó (Mohora, 1897. május 16. – Budapest, 1977. november 11.) polgármester.

## Élete
Rottman Sándor körorvos és Ulmer Júlia gyermekeként született zsidó családban. Nyolcéves korában elvesztette édesapját, s édesanyjával előbb Pásztóra, majd Budapestre költöztek. A VI. kerületi Felső Kereskedelmi Iskolában érettségizett, s ezt követően könyvelő és fatechnikusi szakképzettségeket szerzett. Középiskolásként tagja lett a Galilei Körnek és az itt szerzett ismeretei meghatározták későbbi pályáját.
Az első világháborúban az olasz fronton harcolt és 1918 őszén zászlós rendfokozatban érkezett vissza Magyarországra. A következő év januárjában belépett a Kommunisták Magyarország Pártjába. A Forradalmi Kormányzótanács felhívására önként jelentkezett a Vörös Hadseregbe és a Ganz-vagongyári Vasas hadosztály 4. ezredének III. zászlóaljába osztották be. Részt vett az északi hadjáratban s az ottani harcok idején mint parancsnok ismerkedett meg Münnich Ferenccel és Landler Jenővel. A Tanácsköztársaság bukása után rendőri felügyelet alá helyezték. 1920 márciusában Csehszlovákiába szökött, ahol Csehszlovákia Kommunista Pártjának tagja lett. 1923 tavaszán visszatért Magyarországra és Szegeden telepedett le, ahol 1926-ig a Silvánia Faipari Vállalat fűrésztelepén dolgozott, illetve a Magyarországi Szociáldemokrata Párt helyi szervezetének tagja lett. Eleinte fűrészkezelő volt, majd a kiskőrösi telepre helyezték át, ahol 1928-ig állt alkalmazásban, majd ismét Szegedre ment, ahol a Back-malomban kapott főkönyvelői állást. Csak 1930 nyaráig dolgozhatott ott, mert a munkások ellen hozott intézkedés megtagadása miatt elbocsátották. Ezután egészen 1932-ig alkalmi munkák vállalásából tartotta fenn magát. 1932 és 1943 között az Unió kereskedelmi hitelintézet adminisztratív vezetője volt. 1936-ban Bécsben a város szociális szakigazgatását tanulmányozta, majd 1937-ben és 1939-ben Párizsban járt hasonló céllal.
A második világháború idején munkaszolgálatosként Újvidékre vitték, ahol a német katonai repülőtéren dolgoztatták. 1944 augusztusában Szegedre irányították légoltalmi szolgálatra azt a munkaszolgálatos osztagot, amelyhez ő is tartozott. 1944. október 9-én több társával együtt megszökött a Szegedtől nem messze fekvő Kossuth-kútról. 1944 novemberében Valentiny Ágoston kinevezte Szeged tanácsnokának. 1945. január 8-tól 1945. augusztus 24-ig polgármester-helyettesként működött, amikor is a törvényhatóság megválasztotta a város polgármesterévé. A megalakult Magyar–Szovjet Társaság szegedi elnökének választották. 1947–1948-ban a Városok Lapja felelős szerkesztője volt. A szociáldemokrata és a kommunista párt egyesülése után beválasztották az MDP szegedi pártbizottságába. 1950 októberében a városi Végrehajtó Bizottság elnökévé is megválasztották, továbbá, a megyei tanács tagjává és Csongrád megye Tanácsának Végrehajtó Bizottságába is. 1954 és 1956 között hallgatója volt a szegedi pártbizottság hároméves Esti Egyetemének.
Az 1956-os forradalom idején megfosztották választott tanácselnöki tisztségétől. A forradalom leverése után egy ideig az MSZMP szegedi bizottságának panaszirodáját is vezette. 1957-ben a Munkás-Paraszt Forradalmi Kormány kinevezte a Kultúrkapcsolatok Intézete alelnökévé, amely megbízatását az 1961-es nyugdíjazásáig látta el. Az 1967. évi és az 1971. évi választások előtt az Elnöki Tanács megválasztotta az Országos Választási Elnökség tagjának.
Hamvasztás utáni búcsúztatását a Farkasréti temetőben tartották, ahol a barátok nevében Siklós János, a Népszava főszerkesztője, a Hazafias Népfront képviseletében S. Hegedűs László, a szegedi kommunisták nevében pedig Dani Mihály mondott emlékbeszédet.

### Családja
Első felesége Szemző Irma (1905–?) volt, Szemző Miksa és Beck Cecília lánya, akivel 1924. június 15-én Szegeden kötött házasságot. A német megszállást követően első feleségét Auschwitzba deportálták, ahonnan nem tért vissza. Második feleségét, Keller Ibolyát – aki szintén megözvegyült a háború alatt – 1946. június 18-án Szegeden vette nőül.

## Díjai, elismerései
- Magyar Szabadság érdemrend ezüst fokozata (1947)
- Magyar Köztársasági Érdemrend kiskeresztje (1948)
- Magyar–Szovjet Társaság aranykoszorús jelvénye (1955)
- Tanácsköztársasági Emlékérem (1959)
- Munka Érdemrend (1960)
- Munka Érdemrend arany fokozata (1964, 1968, 1970, 1975)
- Lenin Centenáriumi Emlékérem
- Szocialista Magyarországért érdemrend (1977)

## Emlékezete
- 1987-ben Szegeden, egykori lakóháza falán emléktáblát avattak[7]